# أبو عبد الرحمن المعيطي
المعيطي، هو أبو عبد الرحمن عبد الله بن عبيد الله بن الوليد المعيطي، بويع بالخلافة في شرقي الأندلس، وسبب توليته ان مجاهد حاكم دانية قدمه أن يكون أمير المؤمنين في مملكته ثم خلعه و نفاه.

## اسمه
أبو عبد الرحمن عبد الله بن عبيد الله بن الوليد المعيطي من الخلفاء الأمويين ومن سلالة المروانيين والخليفة الأموي الأندلسي الوحيد الذي لم ينحدر من عبد الرحمن الثالث، كنيته أبو عبد الرحمن، سجل المؤرخ ابن بشكوال النسب المعيطي حتى أمية بن عبد شمس وينتمي إلى الفرع المنحدر من أبي معيط، ومن قبيلة قريش، ولد في مصر ورحل إلى الأندلس، وقد فر من قرطبة ولجأ إلى دانية، عندما قام سليمان مع جيش من البربر، بخلع الخليفة هشام الثاني عام 1013م. تم إعلانه خليفة في ديسمبر 1014م.
وضع الإسم الأول للمعيطي واسم ابنه عبد الرحمن على العملات المعدنية وأعلام دانية، كان الحاجب مجاهد العامري، هو الحاكم الفعلي لمملكة دانية.

## تنصيبه خليفة
حظيت دعوة المعيطي بالخلافة بدعم العالم الكبير ابن حزم عندما كان المعيطي في عام 1016م، لفترة وجيزة هو المطالب الأموي الوحيد بالخلافة الأموية.
في غضون أشهر من تعيين المعيطي، انطلق مجاهد في رحلة استكشافية لفتح جزيرة سردينيا باسم الخليفة الجديد. أثناء غيابه قامت انتفاضة بقيادة علي بن حمود بخلع سليمان وإعدامه. وكان سليمان منشغلًا بصعود المعيطي كمنافس له ولم يتوقع انتفاضة عليه.
استغل المعيطي نفسه غياب مجاهد لتأكيد سلطته. وعندما عاد الحاجب من حملته الثانية الفاشلة إلى سردينيا عام 1016م، خلع المعيطي ورحل في آخر عمره إلى كتامة وتوفي بها سنة 432 هـ..
مع عزل المعيطي، اعترف مجاهد بالخليفة سليمان بن المستعين في قرطبة في عام 1017م،